# 14. ročník udílení Cen Sdružení filmových a televizních herců
14. ročník udílení Cen Sdružení filmových a televizních herců se konal 27. ledna 2008 ve Shrine Exposition Center v Los Angeles v Kalifornii. Ocenění se předalo nejlepším filmovým a televizním vystoupením v roce 2007. Nominace oznámily dne 18. prosince 2009 Jeanne Tripplehorn a Terrence Howard. Ceremoniál vysílaly stanice TNT a TBS. Speciální cenu získala Charles Durning.

## Vítězové a nominovaní
Tučně jsou označeni vítězové.

### Film
| Nejlepší mužský herecký výkon v hlavní roli | Nejlepší ženský herecký výkon v hlavní roli |
| --- | --- |

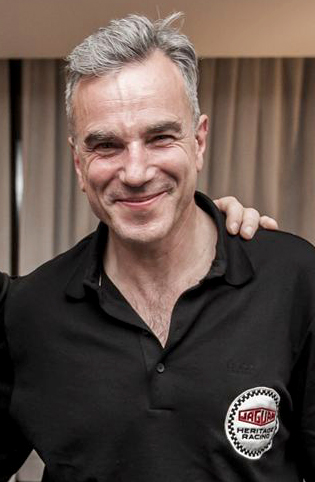
Daniel Day-Lewis, vítěz v kategorii nejlepší mužský herecký výkon v hlavní roli

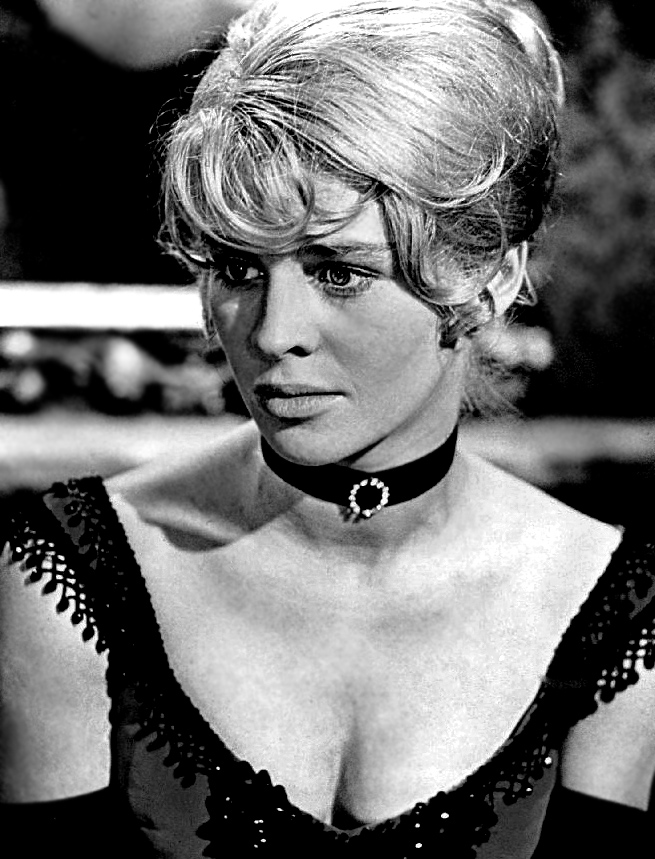
Julie Christie, vítězka v kategorii nejlepší ženský herecký výkon v hlavní roli

| Daniel Day-Lewis jako Daniel Plainview – Až na krev - George Clooney jako Michael Clayton – Michael Clayton - Ryan Gosling jako Lars Lindstorm– Lars a jeho vážná známost - Emile Hirsch jako Christopher McCandless – Útěk do divočiny - Viggo Mortensen jako Nikolai Lunzhin – Východní přísliby                | Julie Christie jako Fiona Anderson – Daleko od ní - Cate Blanchettová jako královna Alžběta I. – Královna Alžběta: Zlatý věk - Marion Cotillard jako Edith Piaf– Edith Piaf - Ellen Page jako Juno MacGuff – Juno - Angelina Jolie jako Mariane Pearl – Síla srdce              |
| Nejlepší mužský herecký výkon ve vedlejší roli | Nejlepší ženský herecký výkon ve vedlejší roli |
| Javier Bardem jako Anton Chigurh – Tahle země není pro starý - Casey Affleck jako Robert Ford – Zabití Jesseho Jamese zbabělcem Robertem Fordem - Hal Holbrook jako Ron Franz– Útěk do divočiny - Tommy Lee Jones jako Ed Tom Bell – Tahle země není pro starý - Tom Wilkinson jako Arthur Edens– Michael Clayton | Ruby Dee jako Mama Lucas – Americký gangster - Amy Ryan jako Helene McCready – Gone Baby Gone - Cate Blanchettová jako Jude Quinn – Beze mě: Šest tváří Boba Dylana - Catherine Keener jako Jan Burres– Útěk do divočiny - Tilda Swintonová jako Karen Crowder– Michael Clayton |

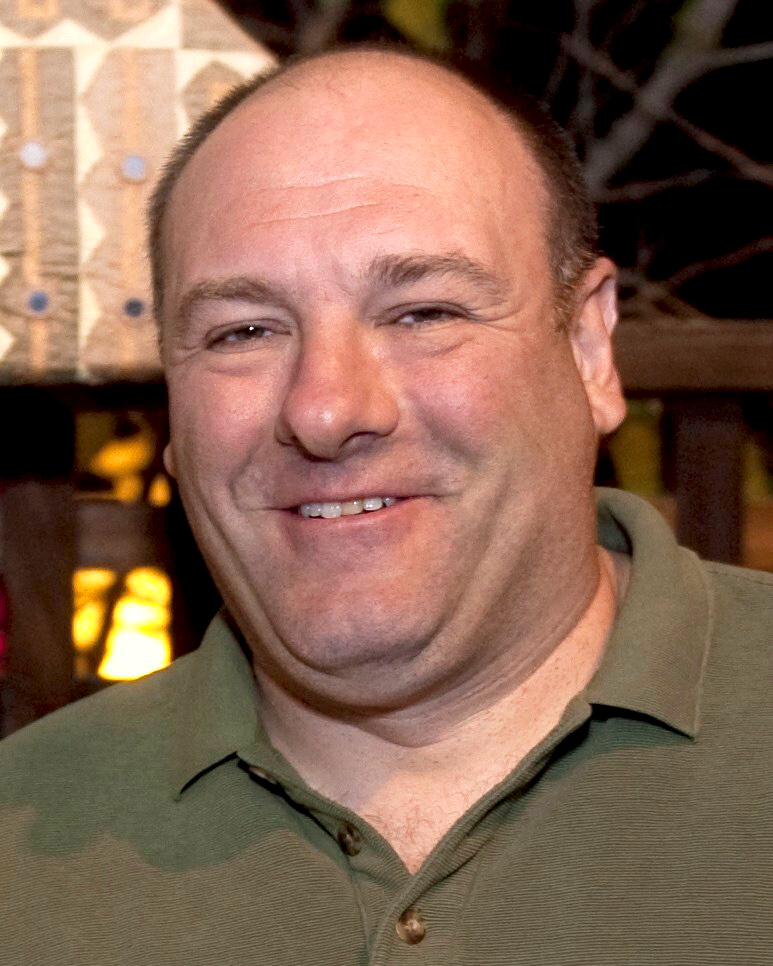
James Gandolfini, vítěz v kategorii nejlepší mužský herecký výkon (drama)

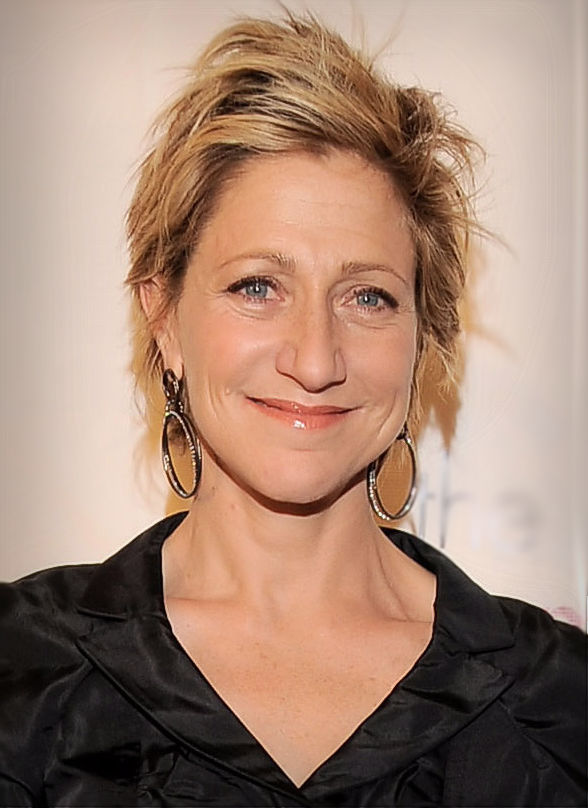
Edie Falco, vítězka v kategorii nejlepší ženský herecký výkon (drama)

| Nejlepší obsazení ve filmu | |
| Tahle země není pro starý - 3:10 Vlak do Yumy - Hairspray - Americký gangster - Útěk do divočiny | |
| Nejlepší výkon kaskaderského souboru ve filmu | |
| 300: Bitva u Thermopyl - Bourneovo ultimátum - Já, legenda - Království - Piráti z Karibiku: Na konci světa | |

### Televize
| Nejlepší mužský herecký výkon v seriálu (drama) | Nejlepší ženský herecký výkon v seriálu (drama) |
| --- | --- |
| James Gandolfini jako Tony Soprano – Rodina Sopránů - Hugh Laurie jako Dr. Gregory House – Dr. House - Michael C. Hall jako Dexter Morgan – Dexter - Jon Hamm jako Don Draper – Šílenci z Manhattanu - James Spader jako Alan Shore – Kauzy z Bostonu                                                                                               | Edie Falco jako Carmela Soprano – Rodina Sopránů - Sally Fieldová jako Nora Walker – Bratři a sestry - Holly Hunter jako Grae Hanadarko – Božská mrcha - Kyra Sedgwick jako Brenda Leigh Johnson – Closer - Glenn Close jako Patty Hewes – Patty Hewes - nebezpečná advokátka                                                                                |
| Nejlepší mužský herecký výkon v seriálu (komedie) | Nejlepší ženský herecký výkon v seriálu (komedie) |
| Alec Baldwin jako Jack Donaghy – Studio 30 Rock - Steve Carell jako Michael Scott – Kancl - Tony Shalhoub jako Adrian Monk – Můj přítel Monk - Jeremy Piven jako Ari Gold – Vincentův svět - Ricky Gervais jako Andy Millman – Komparz | Tina Fey jako Liz Lemon – Studio 30 Rock - Christina Applegate jako Samantha Newly – Samantha Who? - America Ferrera jako Betty Suarez – Ošklivka Betty - Mary-Louise Parker jako Nancy Botwin – Tráva - Vanessa L. Williams jako Wilhemina Slater – Ošklivka Betty                                                                                          |
| Nejlepší mužský herecký výkon v minisérii nebo TV filmu | Nejlepší ženský herecký výkon v minisérii nebo TV filmu |
| Kevin Kline jako Jaques – Jak se Vám líbí - Michael Keaton jako James Jesus Angleton/matka – V síti CIA - Oliver Platt jako George Steinbrenner – The Bronx Is Burning - Sam Shepard jako Frank Whiteley – Ruffian - John Turturro jako Billy Martin – The Bronx Is Burning                                                                         | Queen Latifah jako Ana Wallace – Životní poslání - Ellen Burstyn jako Pauline Benetto – Mitch Albron's For One More Day - Debra Messing jako Molly Kagan – Odložená žena - Anna Paquin jako Elaine Goodale – Mé srdce pohřběte u Wounded Knee - Vanessa Redgrave jako žena – The Fever - Gena Rowlands jako Melissa Eisenbloom – Co kdyby Bůh byl sluncem... |
| Nejlepší obsazení (drama) | |
| - Rodina Sopránů – Gregory Antonacci, Lorraine Bracco, Edie Falco, James Gandolfini, Dan Grimaldi, Robert Iler, Michael Imperioli, Arthur J. Nascarella, Steven R. Schirripa, Matt Servitto, Jamie-Lynn Sigler, Tony Sirico, Aida Turturro, Steven Van Zandt, Frank Vincent - Šílenci z Manhattanu - Closer - Dexter - Chirurgové - Kauzy z Bostonu | |
| Nejlepší obsazení (komedie) | |
| - Kancl – Leslie David Baker, Brian Baumgartner, Steve Carell, David Denman, Jenna Fischer, Kate Flannery, Melora Hardin, Mindy Kaling, Angela Kinsey, John Krasinski, Paul Lieberstein, B. J. Novak, Oscar Nunez, Phyllis Smith, Rainn Wilson - Studio 30 Rock - Vicentův svět - Zoufalé manželky - Ošklivka Betty                                 | |
| Nejlepší výkon kaskaderského souboru | |
| - 24 hodin - Hrdinové - Ztraceni - Řím - Jednotka zvláštního určení | |